# Apichet Puttan
Apichet Puttan (en tailandés: อภิเชษฐ์ พุฒตาล, provincia de Samut Prakan, Tailandia, 10 de agosto de 1978) es un exfutbolista de Tailandia que jugaba en la posición de defensa.

## Carrera

### Club
| Periodo   | Club                      | Apariciones | Goles |
| --------- | ------------------------- | ----------- | ----- |
| 2003–2004 | Rajpracha FC              | 38          | 0     |
| 2005      | Thailand Tobacco Monopoly | 22          | 1     |
| 2006–2012 | Buriram PEA               | 135         | 6     |
| 2012–2016 | BEC Tero Sasana           | 80          | 0     |
| 2017      | Army United FC            | 12          | 0     |

### Selección nacional
Jugó para Tailandia en siete ocasiones de 2003 a 2012 y anotó un gol en la victoria por 4-3 ante Irak en 16 de febrero de 2006 en un partido amistoso jugado en la provincia de Ayutthaya. Participó en la Copa Asiática 2007.

## Logros
- Liga de Tailandia (3): 2004-05, 2008, 2011
- Copa de Tailandia (2): 2011, 2012
- Copa de la Liga de Tailandia (2): 2011, 2012